# Suri
Theo nghĩa
Suri theo tiếng Ba Tư cổ, “Suri” nghĩa là “Nàng công chúa nhỏ”, còn trong ngôn ngữ Do Thái là “Đóa hồng đỏ”.
Địa danh
Suri là một thành phố và khu đô thị của quận Birbhum thuộc bang Tây Bengal, Ấn Độ.

## Nhân khẩu
Theo điều tra dân số năm 2001 của Ấn Độ, Suri có dân số 61.818 người. Phái nam chiếm 51% tổng số dân và phái nữ chiếm 49%. Suri có tỷ lệ 74% biết đọc biết viết, cao hơn tỷ lệ trung bình toàn quốc là 59,5%: tỷ lệ cho phái nam là 79%, và tỷ lệ cho phái nữ là 68%. Tại Suri, 11% dân số nhỏ hơn 6 tuổi.